# Venucia R30
Venucia R30 — супермини, выпускавшийся подразделением Venucia компании Dongfeng с 2014 по 2017 год.

## Описание

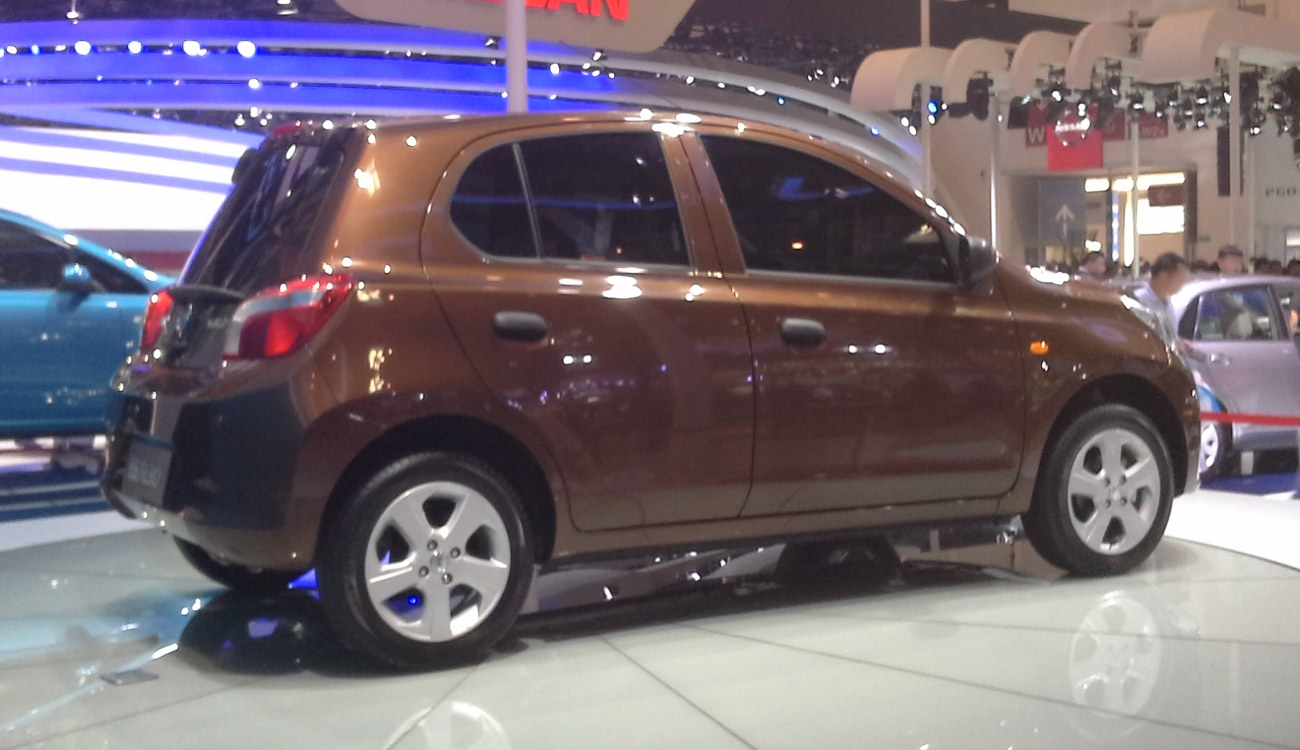
Вид сзади

Предсерийная версия Venucia R30 была представлена в 2014 году на Пекинском автосалоне на базе Nissan March. Продажи начались в июле 2014 года по ценам от 39900 до 49900 юаней.
Автомобиль оснащался 1,2-литровым двигателем HR12DE, который сочетался в паре с пятиступенчатой механической трансмиссией.

## Dongfeng Skio ER30
Dongfeng Skio ER30 являлся субкомпактным пятидверным электромобилем-кроссовером производства Dongfeng Skio.

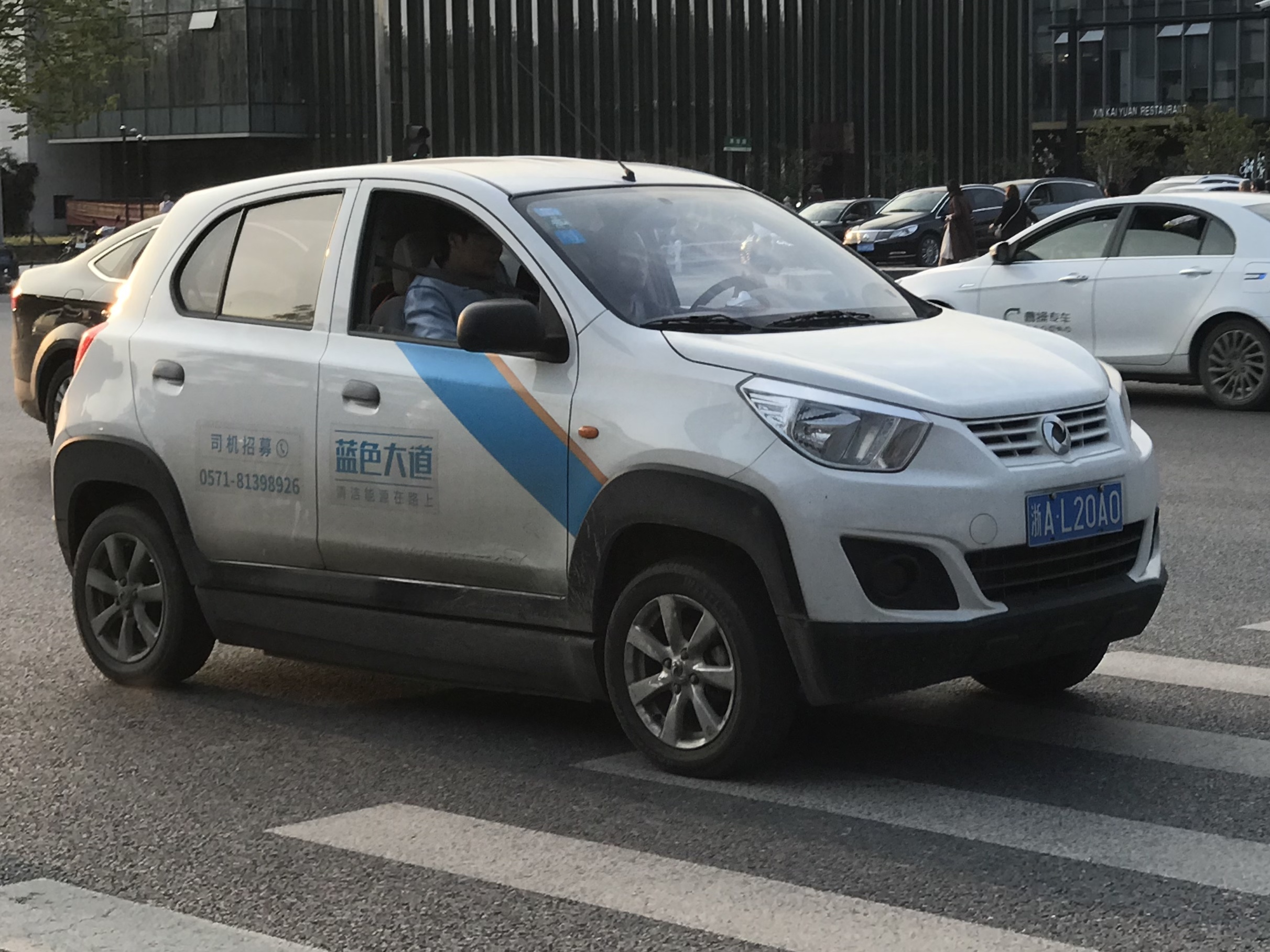
Вид спереди
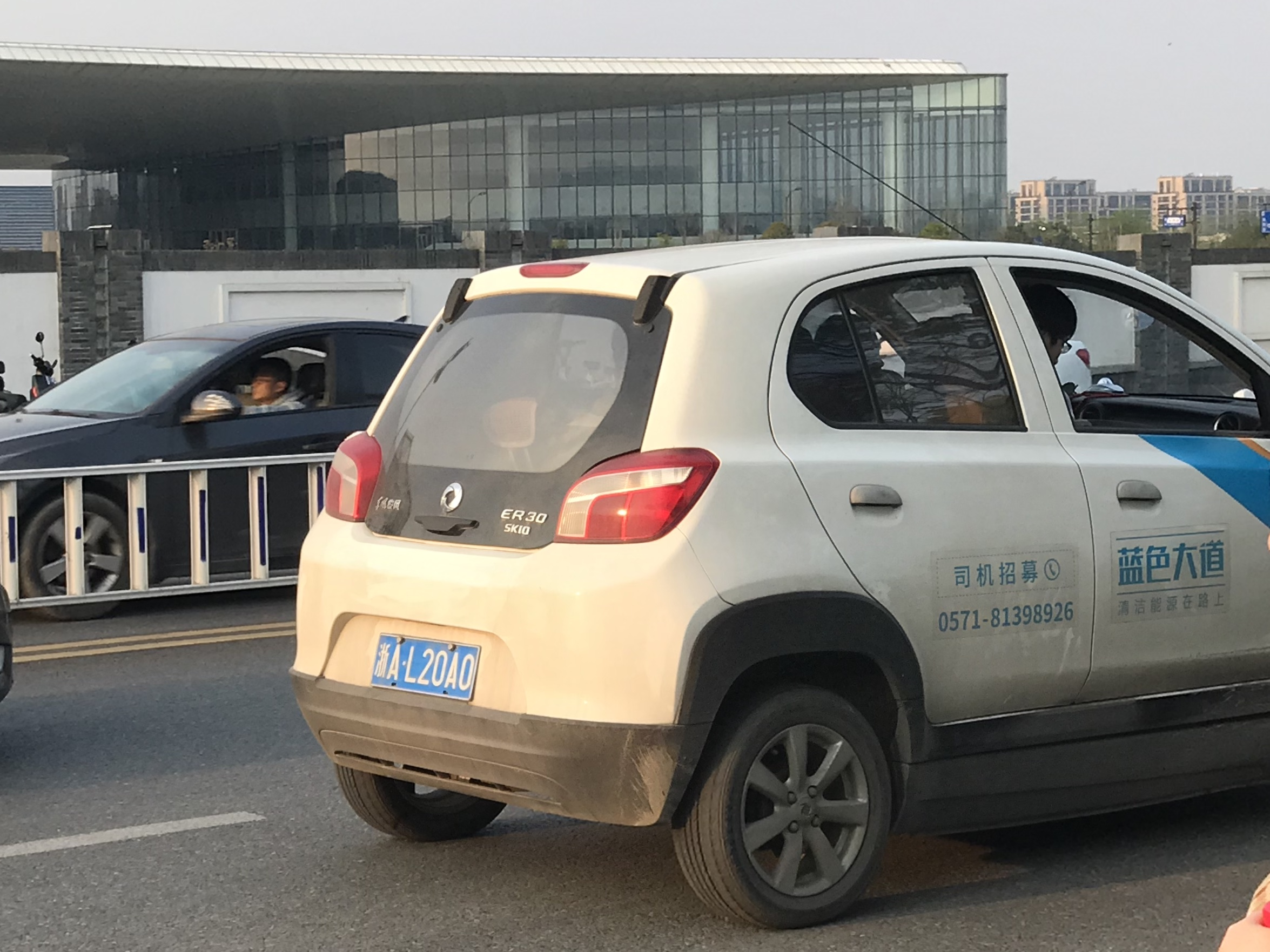
Вид сзади